# 小田邊千尋
小田邊 千尋（おたべ ちひろ、8月1日 - ）は、福岡県出身の日本の女性声優。旧名は橘 千尋。

## 特徴
- 張りのある明るい地声が特徴的。
- 広い演技幅を持ち、コメディからシリアスまでをこなす。
- 無邪気で明るい女の子、勝気なツンデレ系の少女、おしとやかなお嬢様、落ち着いた大人の女性、情熱的な少年など、様々な役の声を演じている。
- 趣味は、LIVE参戦、歌うこと、スノーボード。特技は、歌モノマネと走ること。
- 柔道の初段を持っており、器械体操の経験者でもある。

## 出演作品
太字はメインキャラクター

### ゲーム
- キングダム・オブ・トレジャー（女騎士）
- NARUTO -ナルト- 疾風伝 ナルティメットストーム2（木ノ葉の娘）
- LostTechnology （アグネス）

### 吹き替え
- ミッドナイトアカデミー 秘密の扉（ユジーン）
- リトル・ウィッチ～空飛ぶ魔女と森の秘密～（フクシャ）
- リリーと空飛ぶドラゴン（レイラ）
- 長ぐつをはいたネコ-プスと魔法使いのオーガ-（道化師・女兵士役）
- マルティニークからの祈り
- 囚われのサーカス（フォゲル夫人・少年役）
- ウルフマン2014（ブルネット・おしゃべり女役）
- ビリーじいさんのミラクル救出大作戦

### ラジオドラマ
- 異世界で孤児院を開いたけど、なぜか誰一人巣立とうとしない件（ガナドール[3]、2018年）

### MC・ナレーション
- 三池敏夫特撮美術監督井上泰幸氏を語る！/『空の大怪獣ラドン』上映会（トークMC）
- HARIO株式会社「V60 コーヒーメーカー」（CMナレーション)
- 2010年・2012年「金鷲旗・玉竜旗高校柔剣道大会」（MC・会場アナウンス等）
- MUSIC CITY TENJIN 2010　(イベントMC・影ナレ等)
- ザ・バレコン福岡　(MC・会場アナウンス)
- 福岡タワー 点灯式　(イベントMC)

### 舞台
- ミュージカル『イキル』（学生・ダンサー役）
- ももちレンジャー　（歌）
- 朗読パンダ第四回公演『QUATTRO CLOVER』（冷泉麗沙）